# Xanthaciura major
Xanthaciura major är en tvåvingeart som beskrevs av Malloch 1934. Xanthaciura major ingår i släktet Xanthaciura och familjen borrflugor.
Artens utbredningsområde är Peru. Inga underarter finns listade i Catalogue of Life.